# Iritty
Iritty (Malayalam : ഇരിട്ടി) est une ville et un teluka du Kerala, district de Kannur, dans le sud de l'Inde.

## Situation
Elle se trouve sur les rives de la Valapattanam qui, long de 110 km, coule depuis les Ghats occidentaux vers la mer d'Arabie. 
Elle est aussi située sur la route nationale Thalassery-Kodagu-Mysore (SH 30 (en)), entre Mattanur et Virajpet (en).
Dans les villages environnants, on peut citer Padiyoor, Peravoor, Kakkayangadu, Aralam, Keezhppally, Vallithode, Karikkottakary, Angadikadavu, Anappanthy, Edoor, Ulikkal, Vattiyamthode, Mattara, Manikkadavu, Kilyianthara, Punnad, Charal, Edapuzha, Uruppumkutti Vilakkode et Chavassery.
Le Aralam Wildlife Sanctuary (en) est situé à 8 km d'Iritty.

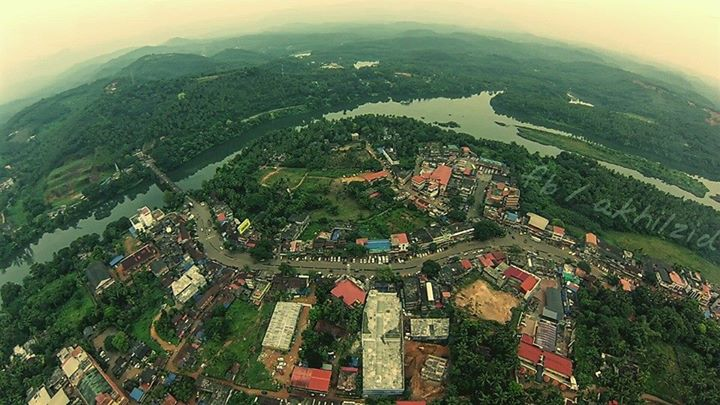
Vue aérienne
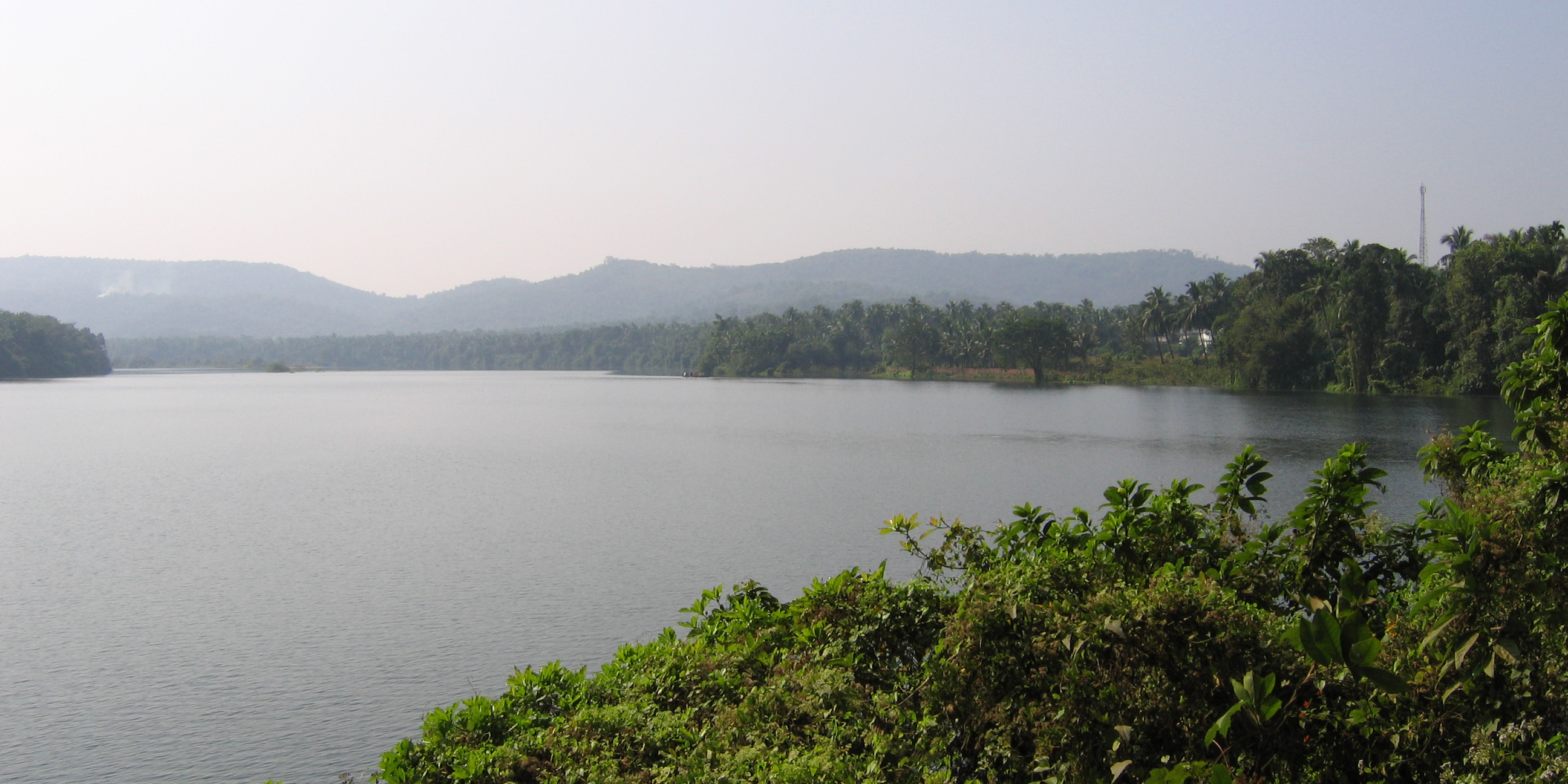
Le réservoir de Pazhassi

## Histoire

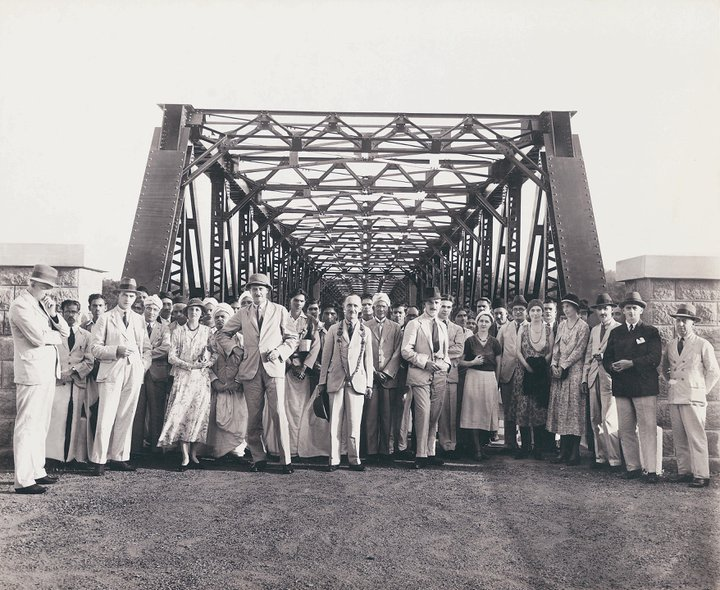
L'inauguration du pont en 1933
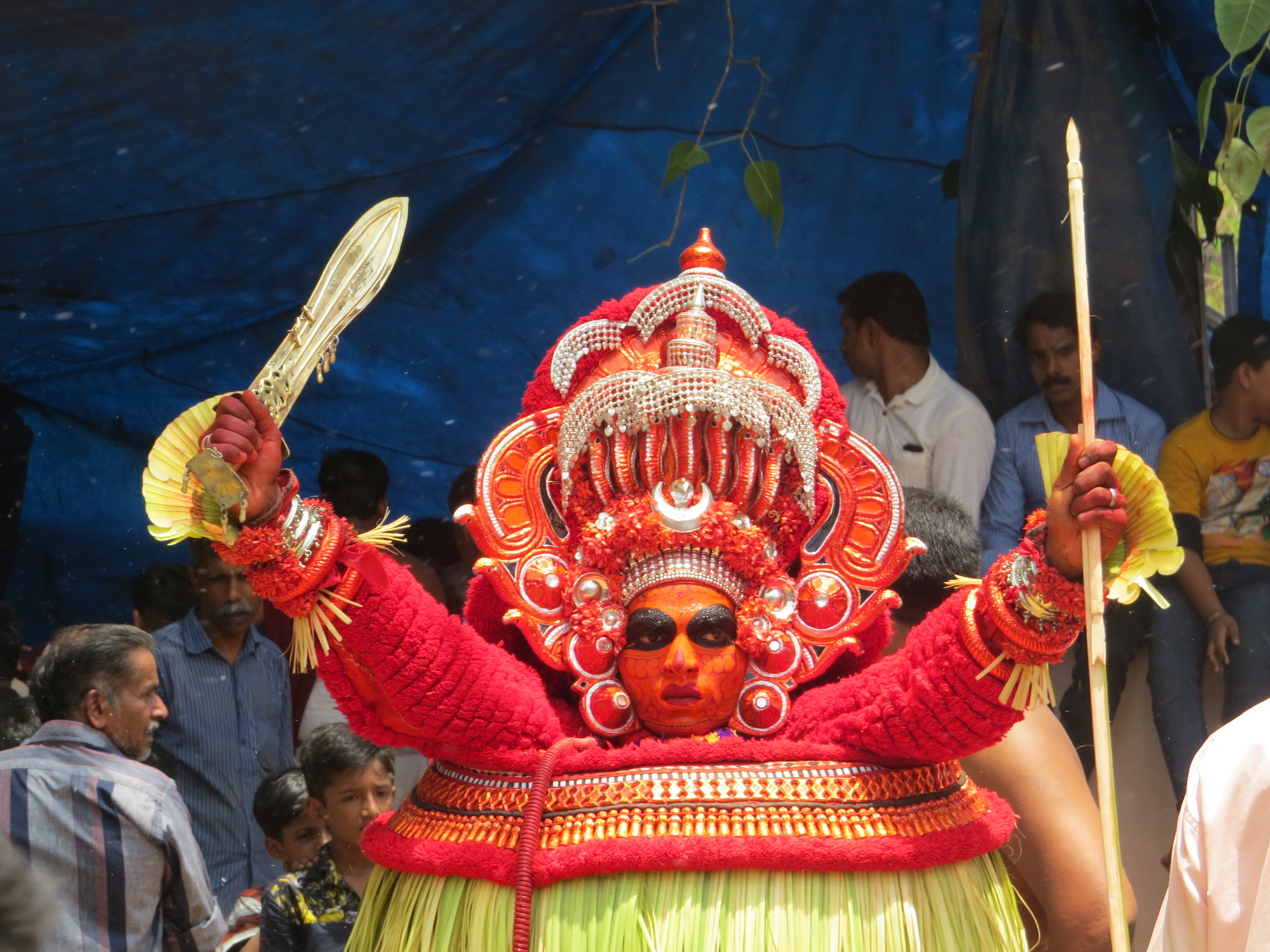
Theyyam

## Faune

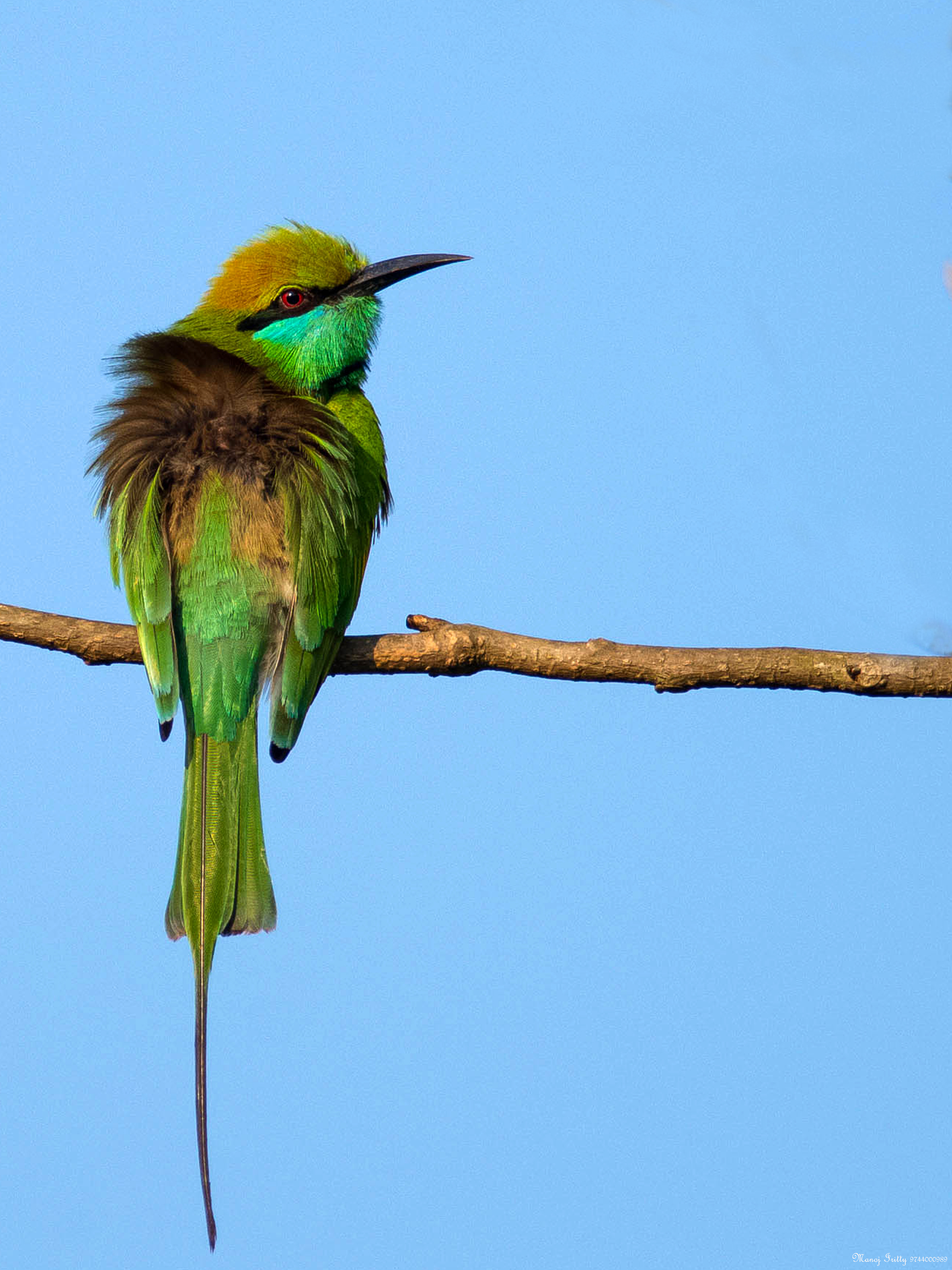
Guêpier d'Orient
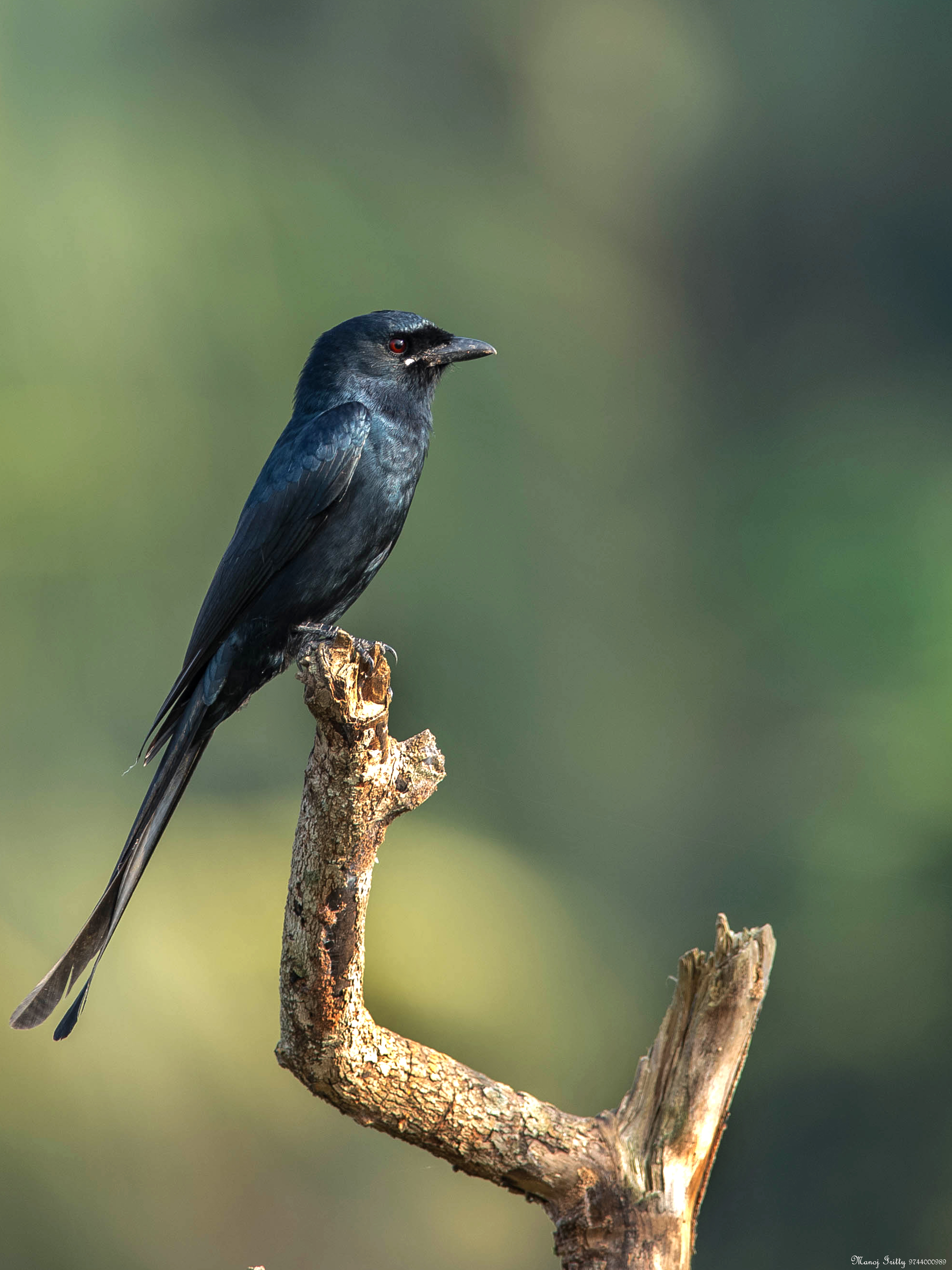
Drongo royal
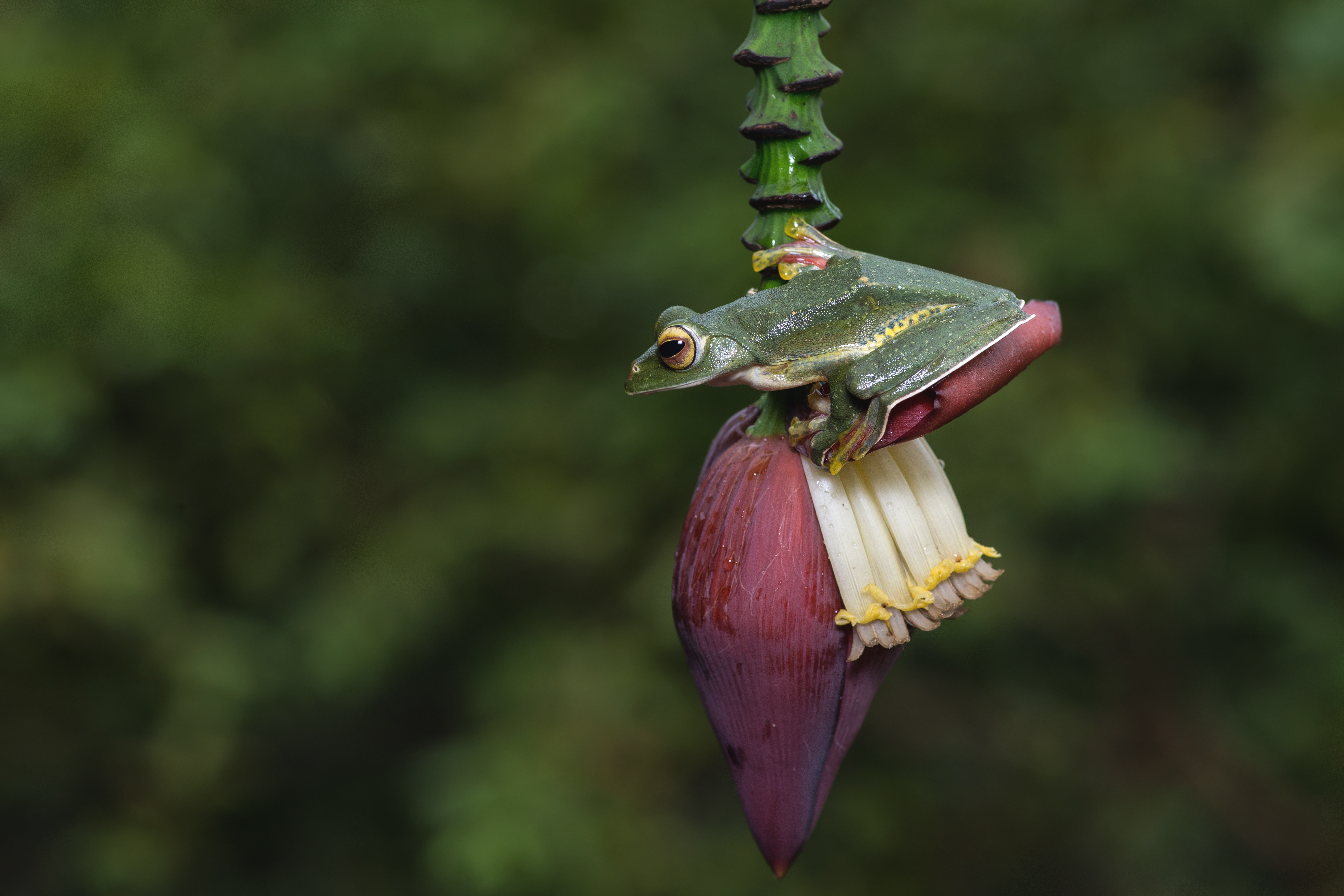
Grenouille volante de Malabar
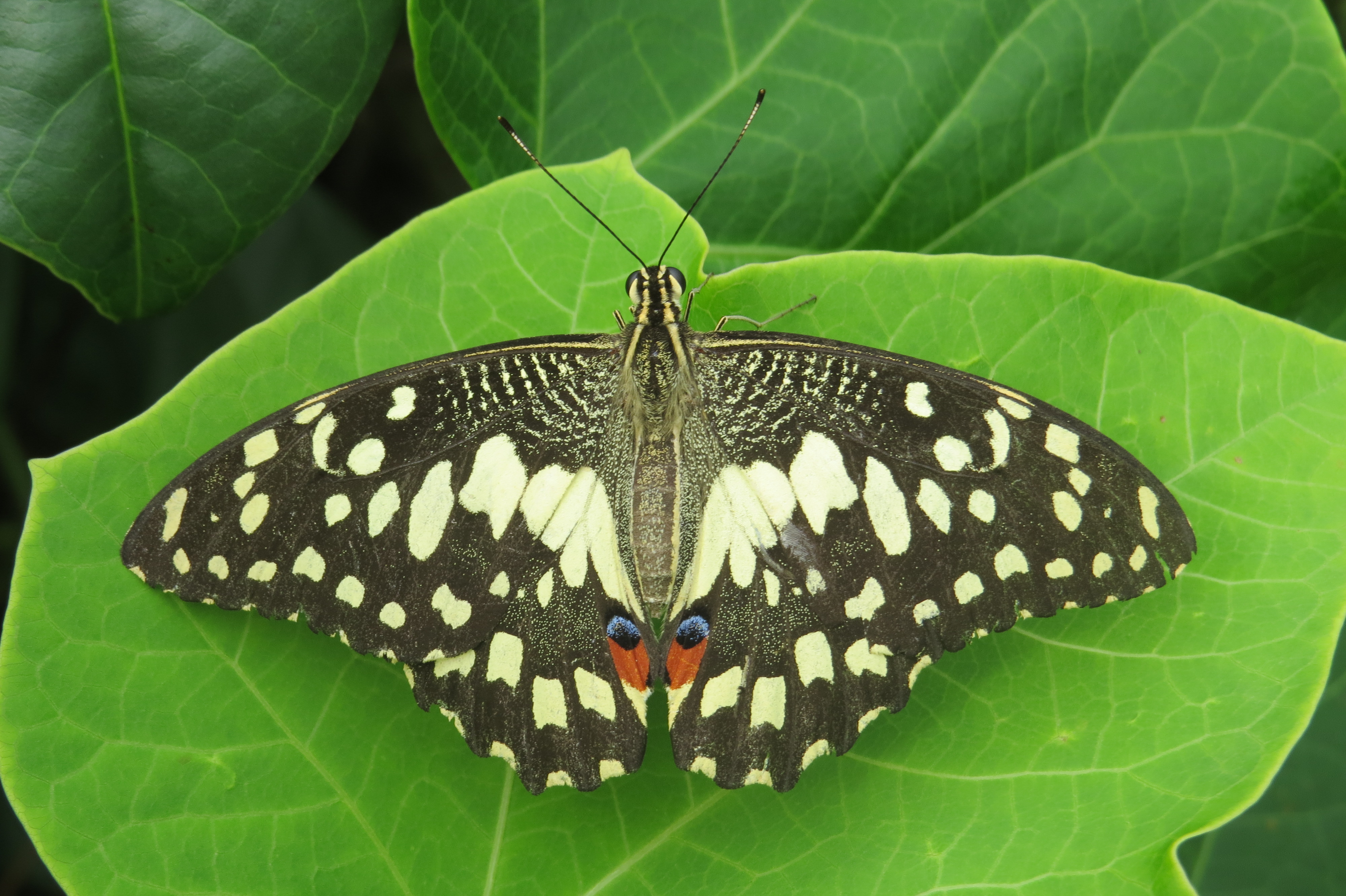
Voilier échiquier
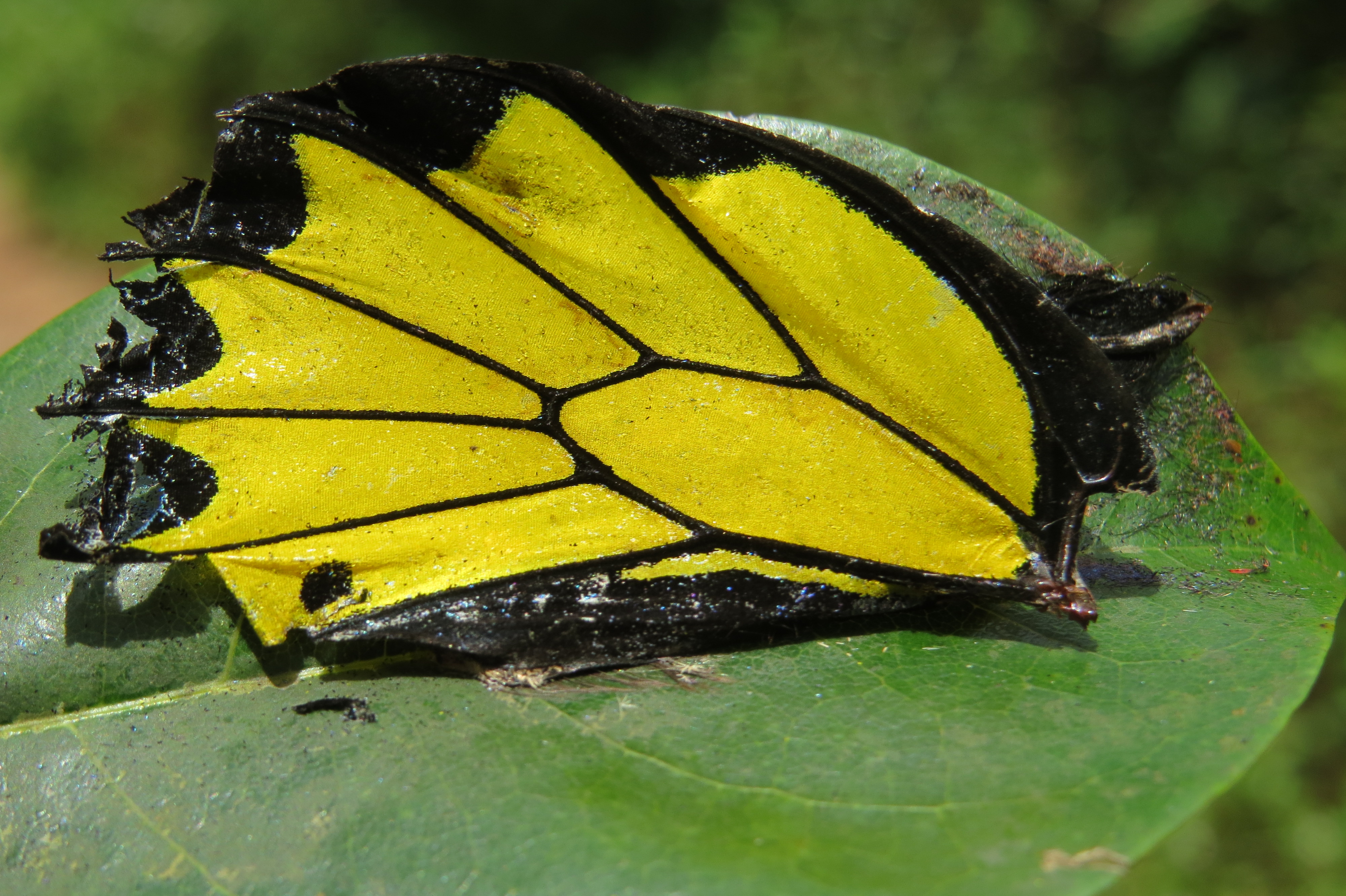
Troides minos

## Flore

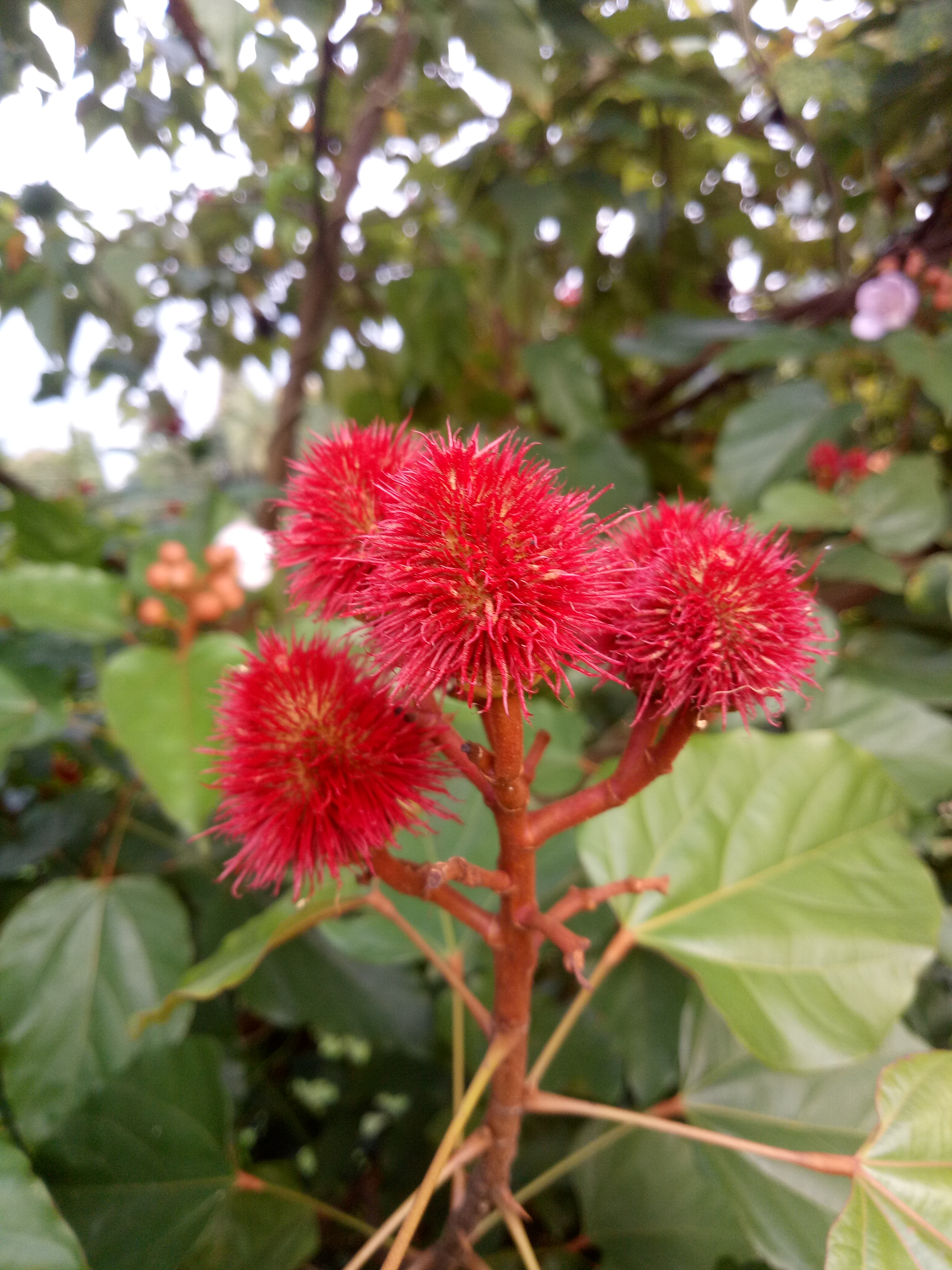
Fruits du roucou
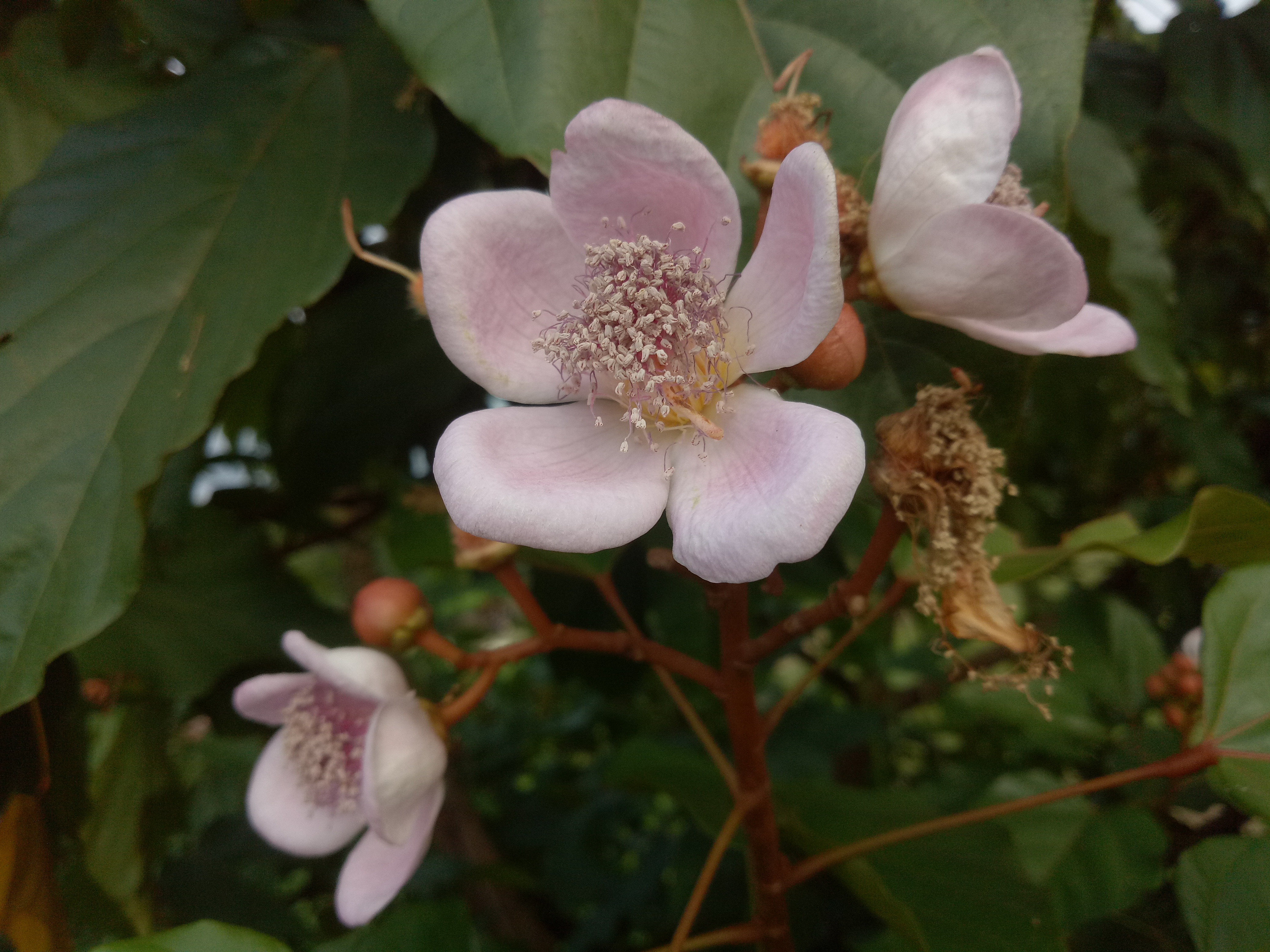
Fleurs du roucou
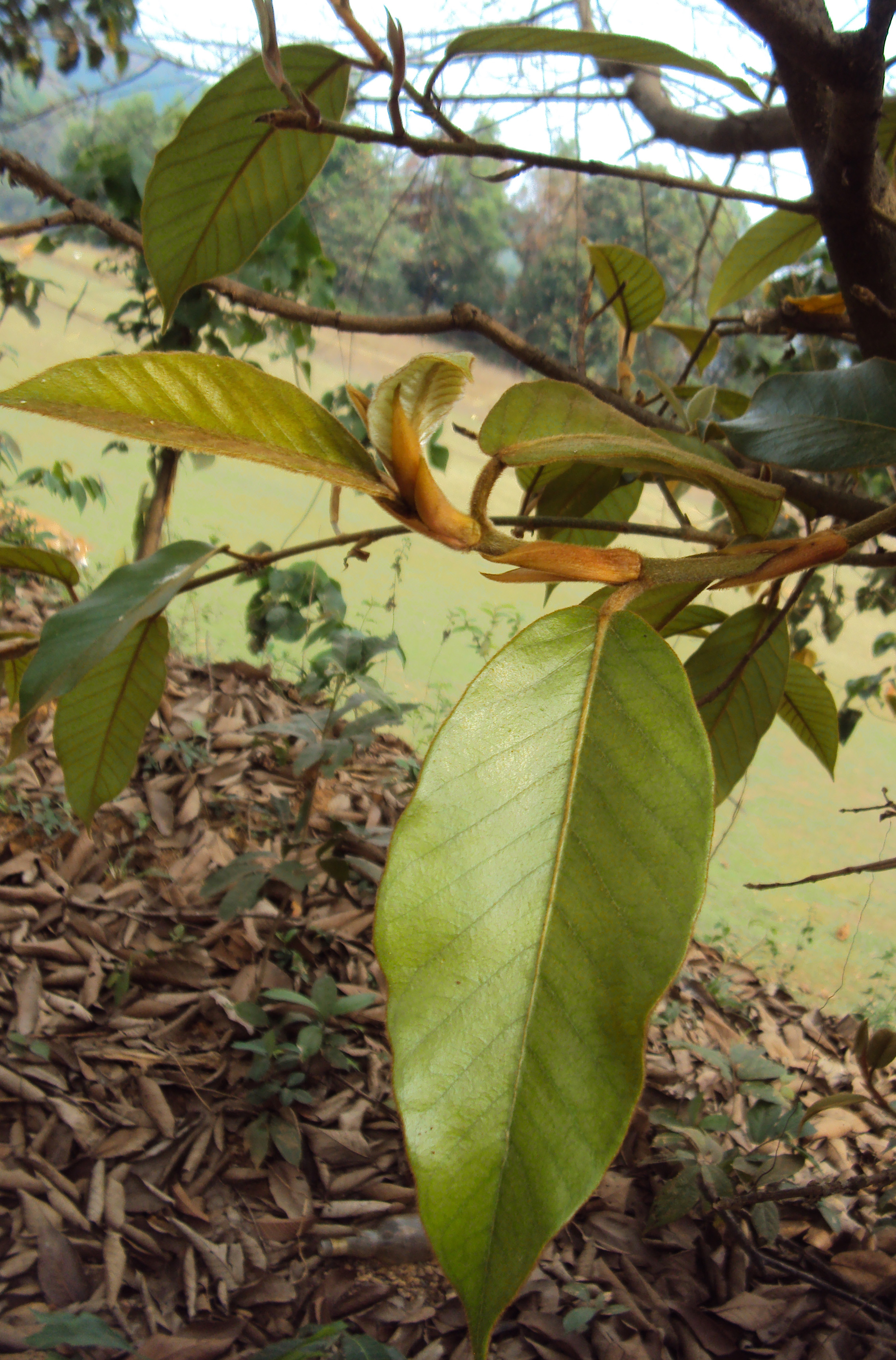
Ficus drupacea
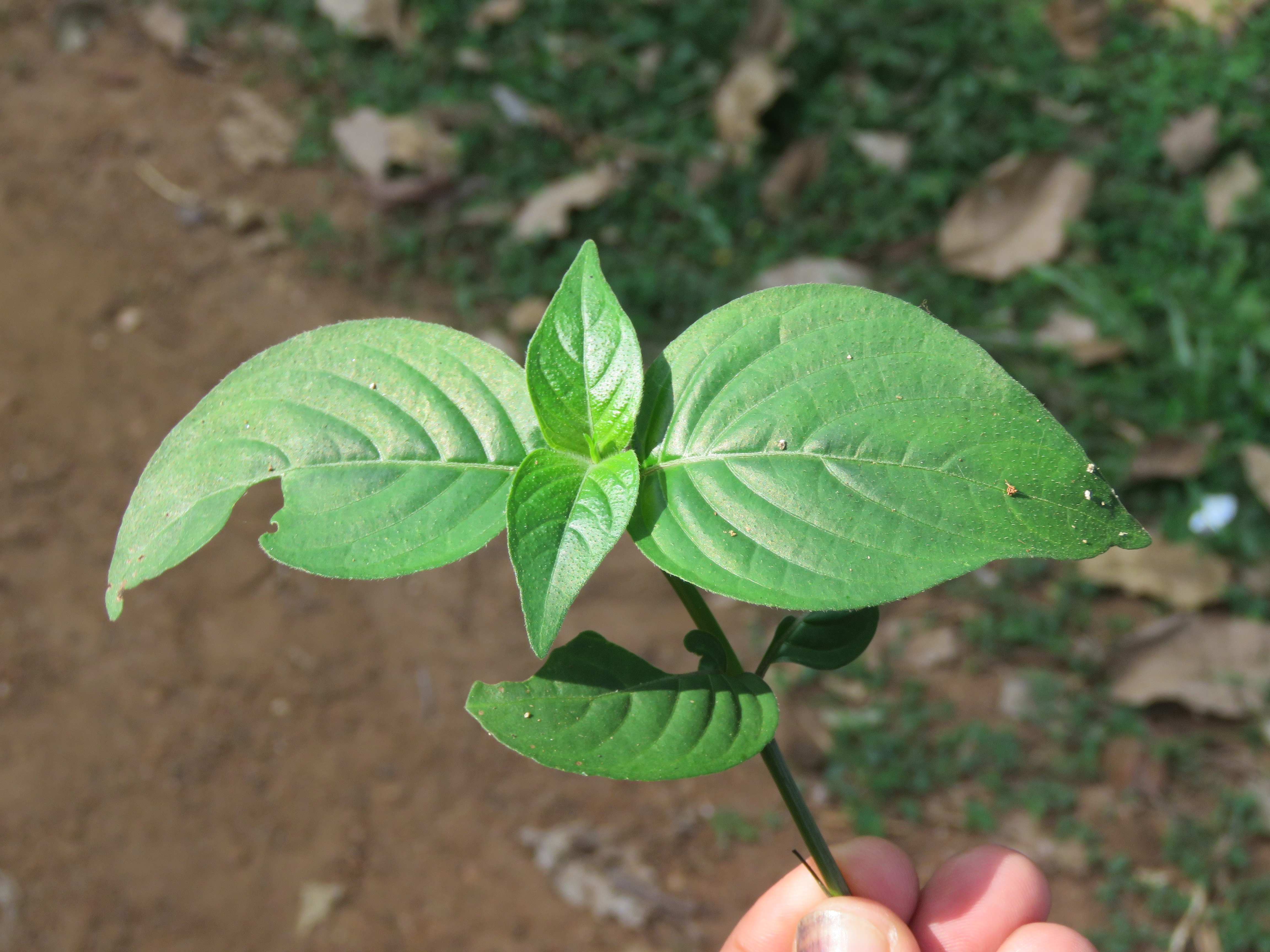
Asystasia chelonoides
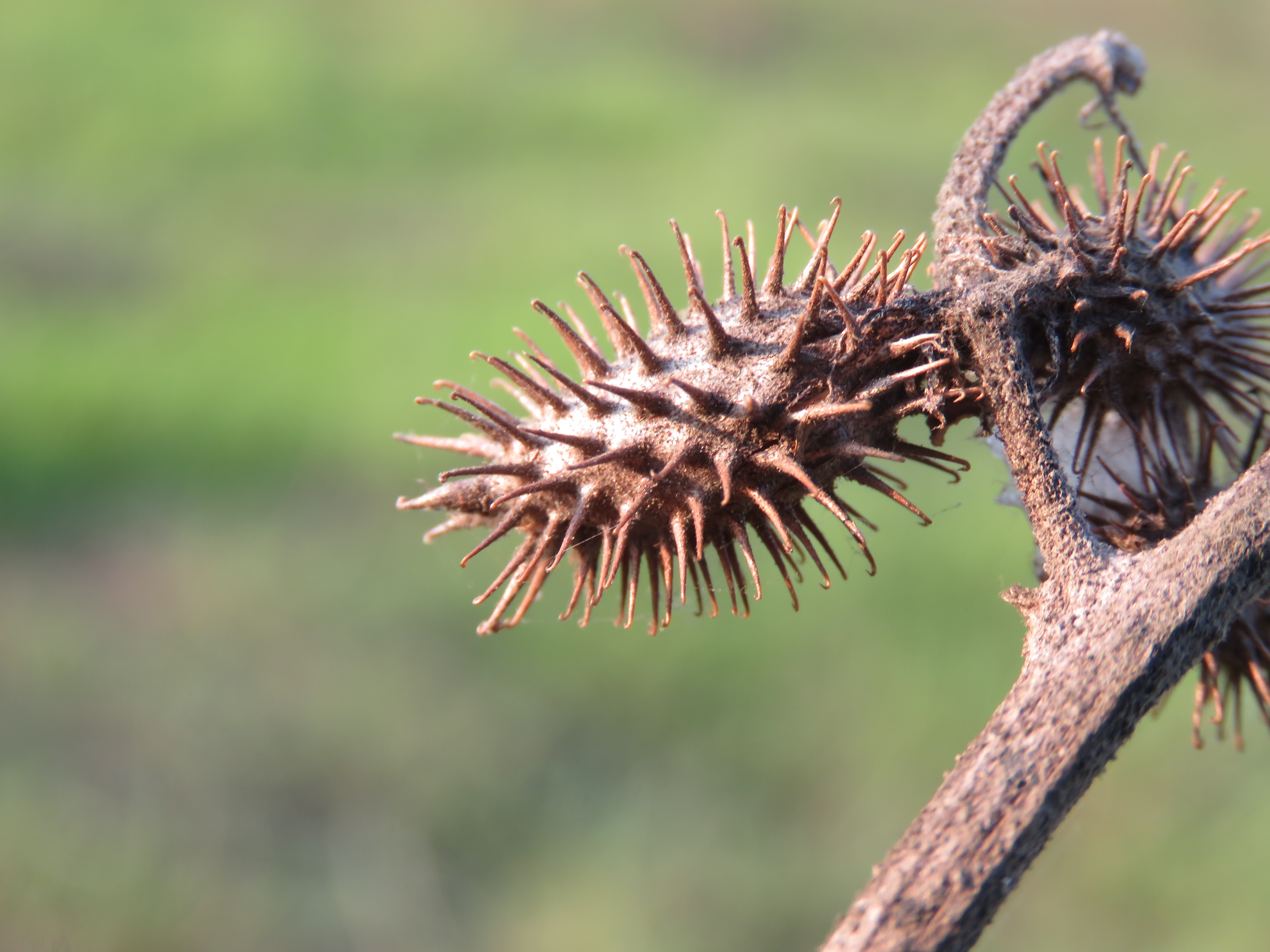
Fruits du lampourde glouteron